# Šoltýska
Šoltýska – wieś (obec) na Słowacji położona w kraju bańskobystrzyckim, w powiecie Poltár. Pierwsze wzmianki o miejscowości pochodzą z roku 1800.
Według danych z dnia 31 grudnia 2012, wieś zamieszkiwało 136 osób, w tym 73 kobiety i 63 mężczyzn.
W 2001 roku pod względem narodowości i przynależności etnicznej miejscowość zamieszkiwali wyłącznie Słowacy.
Ze względu na wyznawaną religię struktura mieszkańców kształtowała się w 2001 roku następująco:
- Katolicy rzymscy – 96,97%
- Ewangelicy – 1,82%
- Ateiści – 1,21%